# Gutshaus Petkus

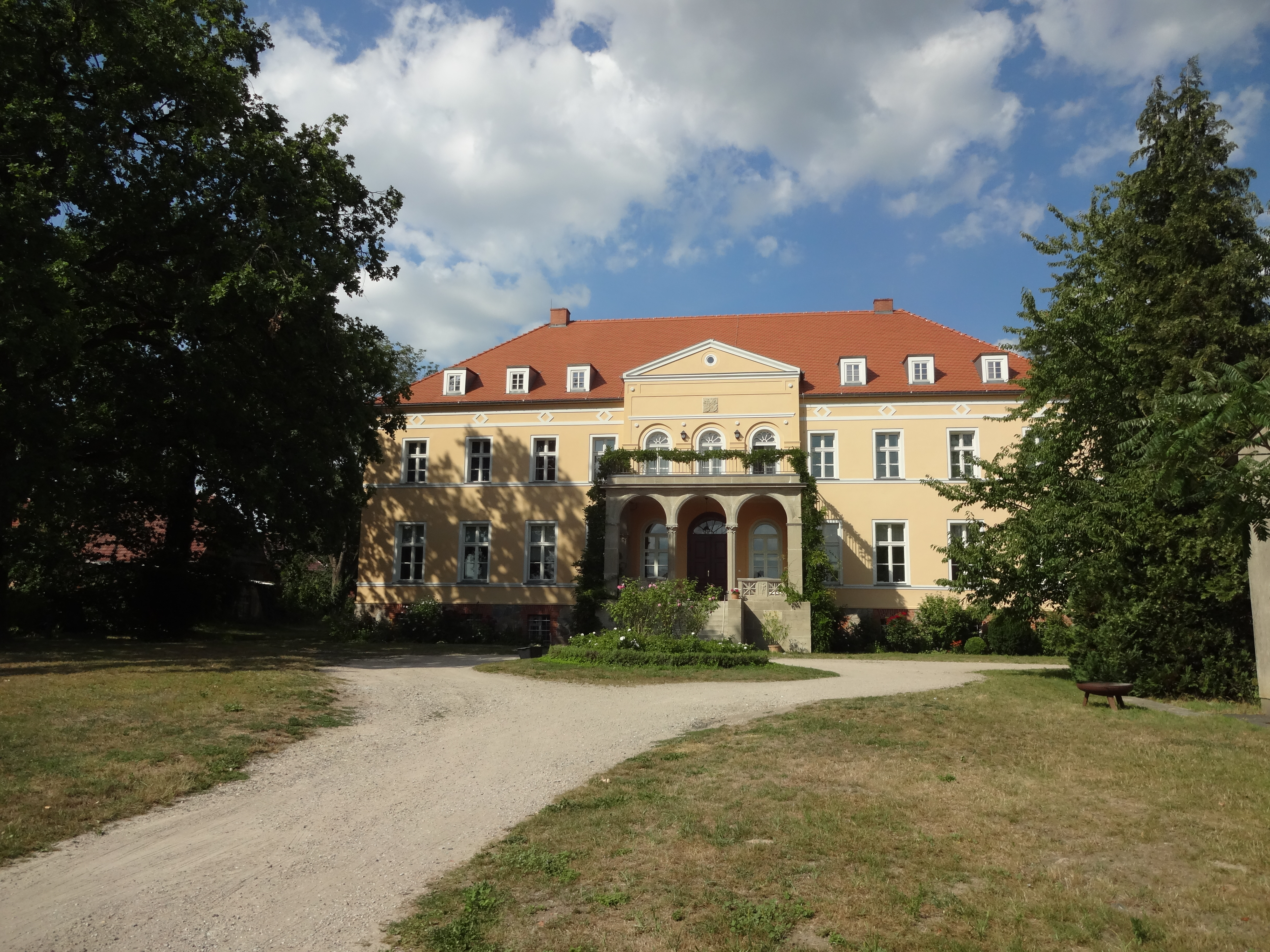
Gutshaus Petkus

Das Gutshaus Petkus (offizielle Bezeichnung in der Landesdenkmalliste Gutsanlage Petkus, bestehend aus Herrenhaus, „Alter Saatzucht“ und Wirtschaftshof (vier Stallgebäude, Haferscheune, Remise, Kornspeicher und Schmiede)) ist ein denkmalgeschütztes Herrenhaus in Petkus, einem Ortsteil der Stadt Baruth/Mark im Landkreis Teltow-Fläming im Land Brandenburg.

## Lage
Die Bundesstraße 115 führt von Südwesten kommend in nordöstlicher Richtung durch den Ort. Von ihr zweigt die Mitschurinstraße nach Osten ab. Das Bauwerk steht östlich dieser Straße auf einem Grundstück, das durch die umgebende Wohnbebauung mit Wirtschaftsgebäuden eingefriedet ist.

## Geschichte
Petkus ist ein alter Herrensitz an der ursprünglichen sächsisch-preußischen Grenze. Viele bekannte Adelsgeschlechter betrieben einst das Gut, unter anderem die alte brandenburgische Familie von Hake. Das vormals in Sachsen gelegene Rittergut Petkus und das in Brandenburg ansässige Kaltenhausen kam dann im Jahr 1816 durch Heirat in den Besitz der Familie von Lochow. Erster Vertreter der Familie vor Ort war Ferdinand von Lochow-Lübnitz (1786–1852) mit seiner Frau Henriette geborene von Freyberg (1791–1838). Unter Ferdinand Heinrich Ewald von Lochow-Petkus (1819–1865) entstand im Jahr 1858 am Rand des Angers ein Herrenhaus. Dabei handelt es sich jedoch nicht um ein 1777 erwähntes, herrschaftliches Wohn- und Wirtschaftsgebäude. Hiltrud und Carsten Preuß gehen in ihren Ausführungen Die Guts- und Herrenhäuser im Landkreis Teltow-Fläming davon aus, dass das Gutshaus möglicherweise unter Einbezug dieses Gebäude errichtet wurde.
Rittergut Petkus mit Kaltenhausen hatte 1879 laut dem erstmals amtlich publizierten Generaladressbuch der Rittergutsbesitzer der Provinz Brandenburg eine Größe von 651 und 388 ha Land. Davon waren fast 600 ha Wald. Vor der großen Wirtschaftskrise 1929/1930 besaß Petkus-Kaltenhausen einen Gesamtumfang von 1055 ha. Eigentümer war Ferdinand von Lochow jun., ein ausgebildeter Agrarwissenschaftler.
Nach dem Ende des Zweiten Weltkrieges wurde die Familie enteignet und das Gut sowie die Saatzuchtgesellschaft Petkus in ein VEG umgewandelt. Im Jahr 1946 kam es zu einem Brand, bei dem das Gebäude schwer beschädigt und anschließend wiederaufgebaut wurde. Es wurde ab Mai 1950 als Außenstelle einer Berufsschule in Jüterbog genutzt. Beim Wiederaufbau wurden die noch vorhandenen Gliederungselemente der Fassade abgeschlagen und das Gebäude erhielt ein schlichtes Äußeres. Das Walmdach wurde durch ein Satteldach ersetzt. Auch der Innenraum wurde auf die neuen Anforderungen umgestaltet. Im Mezzanin entstanden Wohn- und Schlafräume sowie Waschräume und Toiletten für Lehrlinge. Dafür wurde es aufgestockt und mit Fenstern versehen. Im Obergeschoss wurden die ursprünglich rundbogigen Fenster links und rechts des Mittelrisalits durch schlichte und hochrechteckige Fenster ersetzt. Am 15. September 1951 wurde die Schule eine selbstständige Betriebsberufsschule, die ab Herbst 1954 vom VEG Petkus geleitet wurde.
Nach der Wende übernahm die Treuhandanstalt die Verwaltung des Gutes. Die Berufsschule wurde geschossen. 1991 erwarb die Lochow-Petkus GmbH mit Sitz in Bergen im Landkreis Celle in Niedersachsen die Zuchtstation. Die Familie von Lochow erwarb das Gutshaus sowie einen Großteil der Ackerflächen. Sie sanierte das Gutshaus und nutzt einen Teil privat. 2010 wurde mit einem neuen Dachgeschoss die ursprüngliche Gestalt wiederhergestellt.

## Baubeschreibung
Das Bauwerk wurde auf einem hohen Kellergeschoss als elfachsiger Putzbau errichtet. Er wird von einem kleinen Gutspark sowie einem Gutsarbeiterhaus aus dem 18. Jahrhundert umgeben, das den Anger vom Vorplatz des Gutshauses abgrenzt. Südlich befinden sich weitere Wirtschaftsgebäude. Nach der Erweiterung in den 1940er Jahren besitzt er zwei Geschosse sowie ein Mezzaningeschoss. Die drei mittleren Achsen werden durch einen Mittelrisalit hervorgehoben. Dort ist im Erdgeschoss dem Eingangsportal eine Veranda mit Säulen und Rundbögen vorgesetzt, deren Brüstungsfelder mit Relieffiguren verziert sind, die vermutlich Themen der Landwirtschaft aufgreifen. Der Veranda-Vorbau wurde 1913 nach Entwurf des Berliner Architekten Otto Kohtz errichtet, der auch die Patronatsloge der Dorfkirche Petkus entwarf. Die Fenster sind am Mittelrisalit in beiden Geschossen rundbogig, sonst hochrechteckig. An der schmalen Ostseite des Hauses befindet sich ein eingeschossiger, ursprünglich ebenfalls als offene Veranda errichteter Anbau mit Flachdach.